# Кобилич-Покупський
45°29′ пн. ш. 15°37′ сх. д. / 45.48° пн. ш. 15.62° сх. д.
Кобилич-Покупський (хорв. Kobilić Pokupski) — населений пункт у Хорватії, у Карловацькій жупанії у складі міста Карловаць.

## Населення
Населення за даними перепису 2011 року становило 43 осіб.
Динаміка чисельності населення поселення: